# Campionati europei di atletica leggera indoor 2021 - Salto triplo maschile
Il concorso del salto triplo maschile ai campionati europei di atletica leggera indoor di Toruń 2021 si è svolto il 5 e il 7 marzo 2021 presso l'Arena Toruń.

## Podio
| Pos.    | Atleta         | Nazionalità |
| ------- | -------------- | ----------- |
| Oro     | Pedro Pichardo | Portogallo  |
| Argento | Alexis Copello | Azerbaigian |
| Bronzo  | Max Heß        | Germania    |

## Record
| Record                | Record               | Record  | Record           | Record          |
| --------------------- | -------------------- | ------- | ---------------- | --------------- |
| Record del mondo      | Hugues Fabrice Zango | 18,07 m | Aubière, Francia | 16 gennaio 2021 |
| Record europeo        | Teddy Tamgho         | 17,92 m | Parigi, Francia  | 6 marzo 2011    |
| Record dei campionati | Teddy Tamgho         | 17,92 m | Parigi, Francia  | 6 marzo 2011    |

## Programma
| Data         | Ora   | Turno          |
| ------------ | ----- | -------------- |
| 5 marzo 2021 | 10:11 | Qualificazioni |
| 7 marzo 2021 | 10:50 | Finale         |

## Risultati

### Qualificazioni
Si qualificano alla finale gli atleti che raggiungono la misura di 16,80 m (Q) o i migliori 8 (q).
| Class | Atleta                 | Nazione     | 1ª prova | 2ª prova | 3ª prova | Risultati | Note |
| ----- | ---------------------- | ----------- | -------- | -------- | -------- | --------- | ---- |
| 1     | Pedro Pichardo         | Portogallo  | 17,03 m  | -        | -        | 17,03 m   | Q    |
| 2     | Max Heß                | Germania    | 16,86 m  | -        | -        | 16,86 m   | Q    |
| 3     | Alexis Copello         | Azerbaigian | 16,84 m  | -        | -        | 16,84 m   | Q =  |
| 4     | Adrian Świderski       | Polonia     | 16,27 m  | x        | 16,45 m  | 16,45 m   | q    |
| 5     | Tobia Bocchi           | Italia      | 16,40 m  | 16,38 m  | 14,94 m  | 16,40 m   | q    |
| 6     | Dimítrios Tsiámis      | Grecia      | 16,10 m  | 16,02 m  | 16,38 m  | 16,38 m   | q    |
| 7     | Levon Aghasyan         | Armenia     | 15,11 m  | 16,36 m  | 16,24 m  | 16,36 m   | q    |
| 8     | Jesper Hellström       | Svezia      | x        | 16,05 m  | 16,28 m  | 16,28 m   | q    |
| 9     | Maksim Niastsiarenka   | Bielorussia | 16,19 m  | 16,24 m  | x        | 16,24 m   |      |
| 10    | Necati Er              | Turchia     | 15,50 m  | 15,79 m  | 16,17 m  | 16,17 m   |      |
| 11    | Georgi Tsonov          | Bulgaria    | 15,46 m  | 15,53 m  | 16,16 m  | 16,16 m   |      |
| 12    | Jan Luxa               | Slovenia    | x        | 15,66 m  | 15,78 m  | 15,78 m   |      |
| 13    | Nikólaos Andrikópoulos | Grecia      | 15,61 m  | 15,24 m  | x        | 15,61 m   |      |
| 14    | Melvin Raffin          | Francia     | 15,11 m  | x        | 15,29 m  | 15,29 m   |      |

### Finale
| Class   | Atleta            | Nazione     | 1ª prova | 2ª prova | 3ª prova | 4ª prova | 5ª prova | 6ª prova | Risultati | Note                                     |
| ------- | ----------------- | ----------- | -------- | -------- | -------- | -------- | -------- | -------- | --------- | ---------------------------------------- |
| Oro     | Pedro Pichardo    | Portogallo  | 17,30 m  | 17,09 m  | x        | 17,06 m  | -        | 17,12 m  | 17,30 m   |                                          |
| Argento | Alexis Copello    | Azerbaigian | 16,68 m  | 16,98 m  | x        | x        | x        | 17,04 m  | 17,04 m   | Miglior prestazione personale stagionale |
| Bronzo  | Max Heß           | Germania    | 16,96 m  | x        | x        | x        | x        | 17,01 m  | 17,01 m   | Miglior prestazione personale stagionale |
| 4       | Tobia Bocchi      | Italia      | 16,45 m  | 16,65 m  | x        | 15,82 m  | x        | 16,06 m  | 16,65 m   |                                          |
| 5       | Levon Aghasyan    | Armenia     | 15,54 m  | 16,55 m  | x        | 16,43 m  | 16,47 m  | 16,52 m  | 16,55 m   | Miglior prestazione personale stagionale |
| 6       | Jesper Hellström  | Svezia      | 16,45 m  | x        | x        | 16,43 m  | x        | x        | 16,45 m   |                                          |
| 7       | Dimítrios Tsiámis | Grecia      | 16,13 m  | 16,40 m  | 16,35 m  | 16,35 m  | x        | x        | 16,40 m   |                                          |
| 8       | Adrian Świderski  | Polonia     | 16,27 m  | 16,27 m  | 16,36 m  | x        | x        | x        | 16,36 m   |                                          |